# Sociální anarchismus
Sociální anarchismus či socialistický anarchismus, anarchistický socialismus nebo komunitární anarchismus vidí individuální svobodu jako pojmově související se sociální rovností a zdůrazňuje komunity a vzájemnou pomoc. Sociální anarchismus odmítá soukromé vlastnictví, vidí ho jako zdroj sociální nerovnosti. Sociální anarchismus zahrnuje anarchokolektivismus, anarchokomunismus, některé formy libertariánského socialismu, anarchosyndikalismu a sociální ekologie.
Na rozdíl od tradičního socialismu, sociální anarchisté oponují centrálnímu plánování a socialismu zprostředkovanému státem. Tento druh socialismu někdy nazývají „státním kapitalismem“.
Hlavní proudy sociálního anarchismu jsou:
- mutualismus (s některými odlišnostmi od individualistického pojetí mutualismu)[2]
- anarchokolektivismus[2]
- anarchokomunismus[2]
- anarchosyndikalismus[2]